# NewYorker

Logo de NewYorker.

NewYorker, legalmente NewYorker Group Services International GmbH & Co.KG, es un minorista alemán de ropa con sede en Braunschweig que aborda principalmente el grupo objetivo de 12 a 39 años de edad.

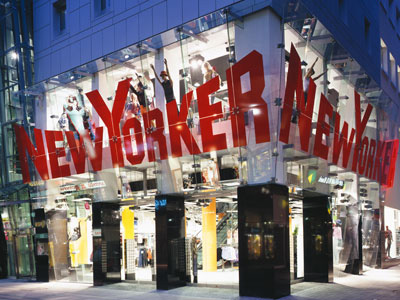
Tienda NewYorker en Dortmund (Alemania).

En 1971, NewYorker abrió su primera tienda en Flensburg. En diciembre de 2006, la empresa ganó los primeros mil millones de dólares en ventas. En abril de 2011, la compañía poseía casi 857 sucursales en 36 países: Azerbaiyán, Armenia, Austria, Bélgica, Bosnia y Herzegovina, Bulgaria, Croacia, República Checa, Arabia Saudita, Serbia, Eslovaquia, Eslovenia, España, Suecia, Suiza, Ucrania y los Emiratos Árabes Unidos.
La compañía tiene más de 15.000 empleados. NewYorker es patrocinador de varios clubes deportivos de Alemania. La compañía también patrocina el concurso internacional de la Batalla del Año.